# Thomas Burke (artista)
Thomas Burke (Dublino, 1749 – Londra, 31 dicembre 1815) è stato un incisore e pittore irlandese.
Formatosi alla Dublin Society's Schools sotto la guida di Robert West, nel 1770 si trasferì a Londra dove studiò la tecnica della maniera nera presso John Dixon.
La maggior parte delle incisioni effettuate con questa tecnica furono tratte da opere della pittrice Angelica Kaufmann per William Wynne Ryland. Burke preferì sempre lavorare per degli editori e raramente produsse da sé le stampe.